# البطولة الوطنية المجرية 1938–39
البطولة الوطنية المجرية 1938–39 (بالمجرية: 1938–1939-es magyar labdarúgó-bajnokság) هو الموسم 36 من  البطولة الوطنية المجرية. أشرف على تنظيمه اتحاد المجر لكرة القدم، وكان عدد الأندية المشاركة فيه  14، وفاز فيه نادي أويبست.